# Karl-Heinz Kaltenborn
Karl-Heinz Erwin Günther Kaltenborn (* 12. Mai 1906 in Schwerin; † 12. Juni 1984 in Krefeld) war ein deutscher Wirtschaftsjurist und CDU-Politiker.

## Leben
Karl-Heinz Kaltenborn war Sohn des Mechanikers Georg Kaltenborn und dessen Frau Helene, geb. Hering. Er besuchte das Schweriner Gymnasium und ließ sich nach seiner Reifeprüfung 1925 in Hamburg zum Kaufmann ausbilden. Anschließend studierte er in Göttingen, München und Rostock Rechtswissenschaften und Volkswirtschaft. Dem Referendarexamen 1930 folgte im Januar 1931 die Promotion an der Universität Rostock. Nach dem Assessorexamen 1934 war Kaltenborn als Syndikus bei der Deutschen Rentenbank-Kreditanstalt in Berlin tätig. Eine Beförderung zum Direktor blieb aufgrund seiner Weigerung, der NSDAP beizutreten, aus. 1937 wechselte er in die Rechtsabteilung der Wirtschaftsgruppe Ambulantes Gewerbe in der Reichsgruppe Handel. Kaltenborn nahm als einfacher Soldat am Frankreich-Feldzug teil und war dann im Heereswaffenamt in Berlin als Referent dienstverpflichtet. Im Juli 1945 siedelte Kaltenborn nach Schwerin über und übernahm die Leitung der Abteilung Rechts- und Finanzwesen in der Landesverwaltung. Die Abteilung wurde später dem Wirtschaftsministerium angegliedert.
Karl-Heinz Kaltenborn schloss sich im Dezember 1945 der CDU an. Durch das überdurchschnittliche Abschneiden der mecklenburgischen CDU bei der Landtagswahl 1946 zog er in den Landtag von Mecklenburg-Vorpommern ein und wurde zum stellvertretenden Fraktionsvorsitzenden gewählt. Seit 1946 gehörte er ebenfalls dem Landesvorstand der Union an. Gemeinsam mit dem Wirtschaftsminister Siegfried Witte wehrte sich Kaltenborn gegen den Missbrauch der Entnazifizierung zum Zweck der Verstaatlichung größerer Unternehmen. Er geriet deshalb schnell in einen Gegensatz zum kommunistischen Innenminister Johannes Warnke, der die gesellschaftliche Transformation im Norden der SBZ organisierte. Warnke fürchtete den Wirtschaftsjuristen Kaltenborn aufgrund seines Sachverstands, konnte aber Ende 1948 dessen Entlassung aus dem Landesdienst durchsetzen. Kaltenborn ließ sich in Schwerin als Rechtsanwalt nieder und blieb im Landtag ein scharfer Kritiker des aufkeimenden SED-Unrechtsregimes. Vergeblich versuchte er die Aushöhlung der Parlamentsrechte und die Politisierung des Justizwesen auszuhalten. Kaltenborn schied schließlich im Rahmen der Parteisäuberung 1950 aus dem Landtag und der CDU aus. Er flüchtete in die Bundesrepublik und ließ sich in Krefeld erneut als Rechtsanwalt nieder. Nach dem Tod von Werner Jöhren übernahm Kaltenborn das Amt des Sprechers der mecklenburgischen Landsmannschaft in der Exil-CDU.

## Publikationen
- Der durch Vormerkung gesicherte Anspruch. Inaugural-Dissertation zur Erlangung der Doktorwürde der Rechts- und Wirtschaftswissenschaftlichen Fakultät der Universität Rostock. Rostock 1931